# Gęstość elektronowa
Gęstość elektronowa – wielkość, która opisuje prawdopodobieństwo znalezienia elektronu w danym miejscu, czyli gęstości prawdopodobieństwa znalezienia elektronu. W większości cząsteczek obszary o wysokiej gęstości elektronowej zazwyczaj znajdują się wokół atomów (z maksimami wokół jąder atomowych) i na wiązaniach chemicznych. Zwyczajowo nazywane są one chmurami elektronowymi.
W przypadku jednego elektronu, gęstość elektronowa zależy od kwadratu przestrzennej wartości bezwzględnej funkcji falowej elektronu. Dla układu wieloelektronowego, gęstość elektronową w danym miejscu pozwala wyznaczyć kwadrat wartości bezwzględnej funkcji falowej elektronów scałkowanych po wszystkich współrzędnych spinowych elektronów oraz po współrzędnych przestrzennych wszystkich elektronów oprócz jednego.
Gęstość elektronową dla znormalizowanej N-elektronowej funkcji falowej (gdzie {\displaystyle \mathbf {r} } oraz {\displaystyle s} oznaczają, odpowiednio, współrzędne przestrzenne i spinowe) jest definiowana jako
{\displaystyle {\begin{aligned}\rho (\mathbf {r} )&=N\sum _{{s}_{1}}\dots \sum _{{s}_{N}}\int \ \mathrm {d} \mathbf {r} _{2}\ \dots \int \ \mathrm {d} \mathbf {r} _{N}\ |\Psi (\mathbf {r} _{1},s_{1},\mathbf {r} _{2},s_{2},\dots ,\mathbf {r} _{N},s_{N})|^{2},\\&=\langle \Psi |{\hat {\rho }}(\mathbf {r} )|\Psi \rangle ,\end{aligned}}}
gdzie operator gęstości elektronowej jest zdefiniowany następująco
{\displaystyle {\hat {\rho }}(\mathbf {r} )=\sum _{i=1}^{N}\sum _{s_{i}}\ \delta (\mathbf {r} -\mathbf {r} _{i}).}
Jeżeli funkcja falowa jest reprezentowana przez pojedynczy wyznacznik Slatera złożony z {\displaystyle N} orbitali, {\displaystyle \varphi _{k}} dla których liczby obsadzeń wynoszą {\displaystyle n_{k},} to gęstość elektronową można przestawić jako
{\displaystyle \rho (\mathbf {r} )=\sum _{k=1}^{N}n_{k}|\varphi _{k}(\mathbf {r} )|^{2}.}
Eksperymentalnie gęstość elektronową wyznacza się za pomocą dyfrakcji promieni rentgenowskich (patrz rentgenografia strukturalna).